# Hlízovec Loeselův

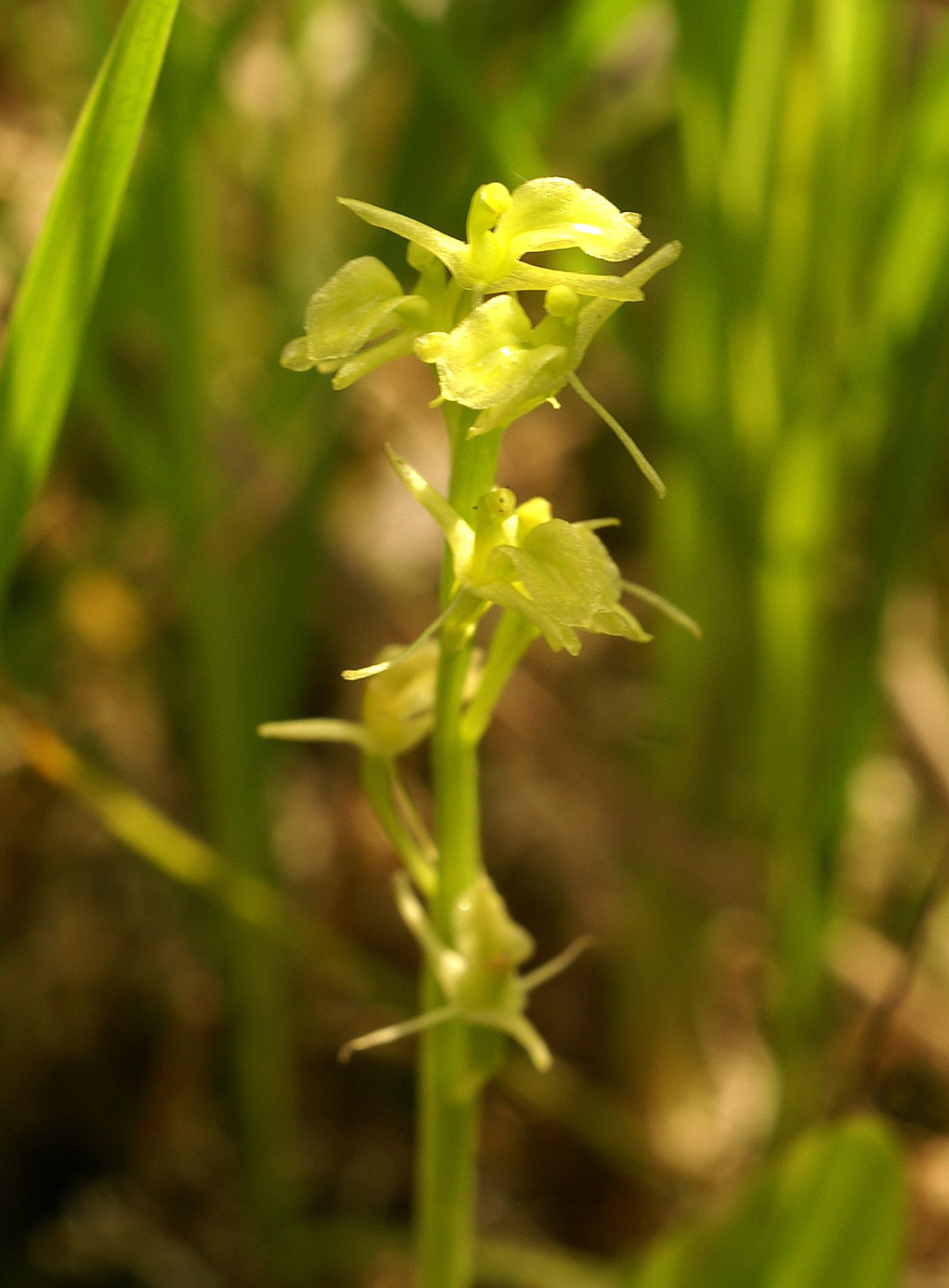
Květenství hlízovce Loeselova

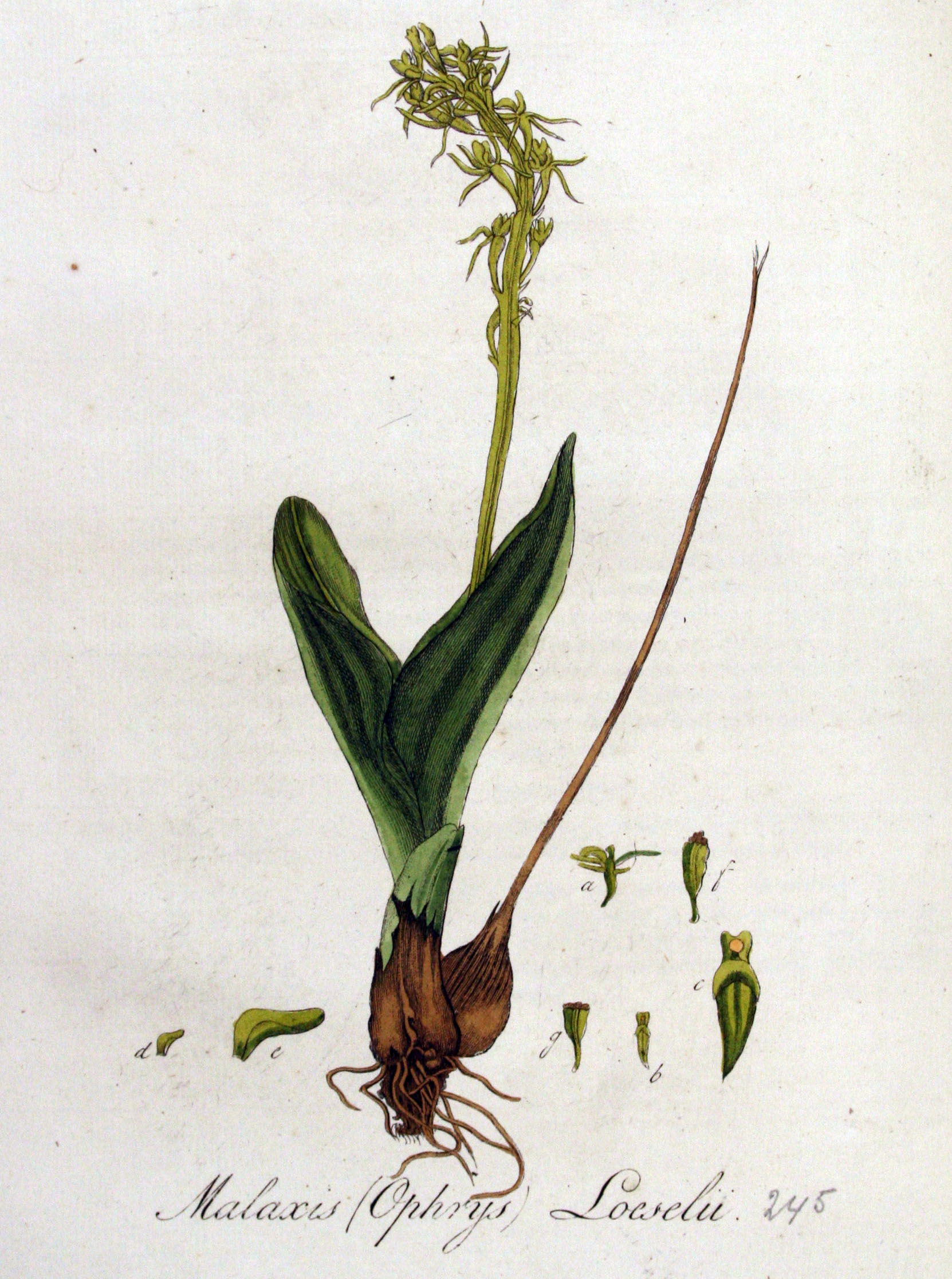
Zobrazení hlízovce Loeselova

Hlízovec Loeselův (Liparis loeselii) je vytrvalá orchidej, světle zelená bylina drobného vzrůstu, která v české krajině nebývá vyšší než 20 cm a patří k nejmenším a nejméně nápadným orchidejím. Je v České republice původní druh a z celkového počtu asi 450 druhů rodu hlízovec je jediným, který se vyskytuje v české přírodě. Roste výhradně ve specifických mizejících biotopech, na slatiništích a rašeliništích, jež jsou v současnosti již velice vzácné. Pro stále nižší a nižší počty existujících kvetoucích jedinců je považován za rostlinu ohroženou vyhynutím.
Své rodové jméno „hlízovec“ dostal podle pahlízy (stonkové nadzemní hlízy), jejíž výskyt u terestrické (pozemní) orchideje je poměrně řídký jev. Druhové jméno „Loeselův“ dostal podle pruského lékaře a biologa Johannese Loesela. Tato ojediněle se vyskytující rostlina je ve středoevropské přírodě těžko zaměnitelná, zato snadno přehlédnutelná.

## Rozšíření
O velké adaptabilitě druhu svědčí jeho široké rozšíření. Roste, vyjma nejsevernějšího a nejjižnějšího území, po celé Evropě a směrem na východ zasahuje až na západní Sibiř a do Střední Asie. Vyskytuje se i v Severní Americe, od jižních oblastí Kanady až po jih Spojených států amerických, ve kterých se ale vyhýbá západním a jižním státům s teplým a suchým podnebím.
V České republice je evidován výskyt pouze na třech lokalitách ve východních Čechách (Broumarské slatiny, Byšičky, rašeliniště Vidlák), pěti na Českolipsku (Máchovo jezero, Břehyňský rybník, Novozámecký rybník, Jestřebské louky a Shnilé louky) a po jedné u Veselí nad Lužnicí (rašeliniště Ruda) a v Bílých Karpatech (lokalita Kalábová). Nejbohatší česká místa výskytu u Jestřebí nejsou přírodního původu, ale vznikla na místech po vytěžení rašelinišť.

## Ekologie
Populace hlízovce Loeselova vznikají na plochách zcela bez vegetace nebo na místech s řídkým bylinným patrem a s minimální, nejlépe nulovou pokryvností keřového a stromového patra, ovšem vždy při vysoké hladině podzemní vody. Velmi častým faktorem pro vznik nových populací je disturbance, ať už přirozená (požáry) nebo antropogenní (těžba rašeliny). Preferuje rašeliniště, prameniště a slatiny které jsou holé, nebo porostlé jen řídce zapojenými travinami, dobře vyvinutý mechový podrost nevadí a spíše rostlině prospívá. Na pobřeží severozápadní Evropy se objevuje ve vlhkých prohlubních mezi písečnými dunami.
Roste převážně na podkladech chudých na živiny a s neutrální až zásaditou reakcí při pH s hodnotou 6,2 až 7,2. Je považován za nížinný typ, v Česku se vyskytuje do nadmořské výšky nižší než 500 m, ale v teplých jižních oblastech až do 1100 m. Ve středoevropských podmínkách kvete v červnu a červenci. Byl zjištěn různý počet chromozomů 2n = 26, 32, i 36, morfologické rozdíly související s počtem ale nejsou známe.

## Ontogeneze
Prvým rokem semeno infikováno endofytickou houbou klíčí a vytváří protokorm, speciální útvar vznikající zvětšováním embrya, který přirůstá po celou druhou vegetační sezonu. Teprve koncem třetího roku dojde k jeho vyzrání, zastaví růst a objeví se na něm vegetační pupen. Ve čtvrtém roce vyroste z pupenu nad povrch půdy prvý zelený list. V pátém a šestém roce vytváří rostlina dva listy a teprve sedmým rokem je rostlina schopná vykvést. Popsaný vývoj může být za optimálních podmínek kratší a doba do prvého kvetení může trvat výjimečně i pouhé čtyři roky, délka vývoje je podmíněna vlastnostmi konkrétního stanoviště. Dospělé rostliny již nejsou na houbovém endofytu závislé a mají normální kořeny schopné absorbovat potřebné živiny z půdy.
U dospělé byliny se počátkem dubna začíná zvětšovat pupen v bazální části pahlízy, prorůstá loňskou listovou pochvou a zároveň vznikají kořeny pahlízy. V květnu pupen vyroste nad povrch a rozvijí se v listy, již tehdy v paždí horního listu vzniká základ hlízy pro následný rok. Současně se mezi listy rostliny, která bude v tomto roce kvést, objevuje zárodek lodyhy s květenstvím. Počátkem června vyroste lodyha s květenstvím nad úroveň listů a postupně se prodlužuje až do konce června či počátkem července, kdy jednotlivé květy začínají akropetálně (odspodu k vrcholu) rozkvétat. V době kvetení má rostlina již dvě pahlízy, nová se zvětšuje nejvíce po odkvětu v době zrání plodů a její růst končívá v září s úbytkem chlorofylu v listech. Od října do března je nová pahlíza ve stadiu vegetačního klidu a čeká na jaro, kdy z jejího založeného pupene vyroste nová lodyha i květenství. Z pahlízy, jež nenashromáždila dostatek živin, vyroste rostlina pouze s listy. Stará pahlíza většinou odumírá, stejně jako zaniká její propojení s novou. Pahlíza vyrůstá vždy v paždí nejvyššího listu a tím se rostlina v přirůstajícím mechovém porostu průběžně posunuje směrem vzhůru. S ohledem na přežívání pahlízy v období vegetačního klidu u povrchu půdy je rostlina považována za hemikryptofyt.

## Popis
Vytrvalá bylina s krátkým, šikmým oddenkem a dvěma vejčitými, mírně zploštělými pahlízami. Přestože roste v mokřadních biotopech, kořen neobsahuje aerenchymové pletivo. Z loňské pahlízy vyrůstá přímá lodyha dosahující obvykle výšky 6 až 15 cm, v místech s příznivějšími přírodními podmínkami může být vysoká i 20 cm. Lodyha má u báze obvykle jen dva přízemní, široce kopinaté a zdánlivě vstřícně vyrůstající, nestejně velké listy, které mohou být dlouhé až 13 a široké 3 cm, jsou oboustranně matně lesklé a obalují novou letošní pahlízu, která je zelená a schopná fotosyntézy.
V horní části tří až pětihranné lodyhy bývá řídké klasnaté květenství obsahující obvykle dva až patnáct drobných květů se žlutozeleným okvětím. Květy na krátkých stopkách jsou asi 5 mm dlouhé a 3 mm široké, směřují šikmo dolů a jsou různě pootočené v rozmezí 270 až 360°. Tři vnější okvětní lístky se širší bázi jsou čárkovitě kopinaté, dva vnitřní postranní jsou čárkovité. Nápadně velký, podlouhle vejčitý a po obvodě zvlněný a vroubkovaný pysk směřuje rovnovážně do strany nebo vzhůru. Sloupek vzniklý srůstem čnělek je i s prašníkem vykloněn dopředu a umožňuje brylkám samovolně se přiblížit k blizně. Semeník je válcovitý, málo zkroucený a jeho drobná blizna je čtvercová. Rostlina může být opylená hmyzem, ale je většinou autogamní, což je v čeledi vstavačovitých výjimečný jev a předpokládá se, že tuto vlastnost získala až druhotně pro nedostatek opylovačů.
Plod je tobolka s krátkou stopkou směřující šikmo vzhůru, která puká jen za určitých klimatických podmínek, ty nastávají při vyšší vzdušné vlhkosti koncem podzimu nebo až v průběhu zimy, někdy přetrvá neotevřená až do jara. Tobolka obsahuje mnoho, až 4000 drobných semen, která jsou velká jen asi 0,3 mm a patří k nejmenším u evropských orchidejí. Bývají na podzim rozptylována větrem a z tobolek otevřených na konci zimy vodou z tajícího sněhu. Jsou životaschopná i po roce uložení v mokré zemi. Protože neobsahují živiny potřebné k růstu embrya, může se vyvinout v semenáček jen při symbióze s podhoubím mykorhizní houby.

## Rozmnožování
Rostlina se může množit vegetativně i semeny. Staré pahlízy někdy neuschnou, ale vytvoří adventní pupeny a z nich vyrostou nové rostliny, které díky mělkým kořenům mohou být vodou přesunuty o něco málo vedle původní rostliny a vzniknou trsy. Protože jednotlivé exempláře jsou poměrně krátkověké, hraje vegetativní rozmnožování důležitou roli, umožňuje druhu setrvat na stanovišti mnohem déle.
Semena mají nevyzrálá embrya a vzhledem k velkému počtu vyklíčí jen ojediněle, potřebují k tomu přítomností mykorhizních hub a současné nezaplavení vodou, klíčí i z povrchu půdy a za příhodných podmínek až z hloubky do 7 cm. Pouze jejich zásluhou může druh kolonizovat nová stanoviště.

## Ohrožení
Hlízovec Loeselův obsazuje nová stanoviště v raných fázích sukcese, kdy se dokáže rychle rozšířit, ale jeho populace jsou většinou krátkověké a mají nízkou konkurenceschopnost. Nedlouhé trvání mívají i vhodné podmínky pro jeho setrvání na místech, která jsou neobhospodařovaná a přirozeně zarůstají vzrůstnými travinami nebo jsou přistíněna mohutnějšími dřevinami. Tato drobná orchidej roste převážně v silně ohrožovaném biotopu slatinišť a její existence je závislá na ochraně hydrologického režimu, kdy potřebná výška podzemní vody se počátkem vegetační sezony pohybuje mezi 4 až 15 cm pod povrchem půdy a v průběhu roku jen krátkodobě klesne pod 50 cm. Pokud nastane krátkodobá změna, zaplavení v nevhodnou dobu nebo sucho, rostlina nekvete, při déletrvající změně druh po třech až čtyřech létech vymizí. Definitivně také odchází při zastínění vysokými travinami nebo dřevinami. Hodně historicky známých lokalit vymizelo, na druhé straně se někdy objevuje na nečekaných místech, jako jsou nově obnažené plochy bez vegetace nebo zazemněné rybníky.
Druh je nejsilněji ohrožen destrukcí svých stanovišť způsobovanou přímým působením člověka nebo přirozenou sukcesí. Nejzhoubnější vliv má jejich odvodňování a snaha o přeměnu na ekonomicky využitelnou půdu. Protože v České republice klesají početní stavy těchto kvetoucích rostlin, je ve snaze o záchranu druhu zařazen hlízovec Loeselův v "Červeném seznamu cévnatých rostlin České republiky" i ve "Vyhlášce MŽP ČR č. 395/1992 Sb. ve znění vyhl. č. 175/2006 Sb." mezi kriticky ohrožené druhy (C1t, §1). Je také uveden v příloze č. II a č. IV "Směrnice Rady Evropy 92/43 EHS ze dne 21. května 1992 o ochraně přírodních stanovišť, volně žijících živočichů a planě rostoucích rostlin", v příloze č. I "Bernské úmluvy", v příloze č. II "CITES" a v příloze A "Nařízení Rady (ES) č. 338/97 ze dne 9. prosince 1996 o ochraně druhů volně žijících živočichů a planě rostoucích rostlin a regulování obchodu s nimi".